# La Vaivre
La Vaivre är en kommun i departementet Haute-Saône i regionen Bourgogne-Franche-Comté i östra Frankrike. Kommunen ligger i kantonen Saint-Loup-sur-Semouse som tillhör arrondissementet Lure. År 2022 hade La Vaivre 216 invånare.

## Befolkningsutveckling
Antalet invånare i kommunen La Vaivre
| Referens: INSEE |